# Noturus stigmosus
Noturus stigmosus är en fiskart som beskrevs av Taylor, 1969. Noturus stigmosus ingår i släktet Noturus och familjen Ictaluridae. Inga underarter finns listade i Catalogue of Life.